# Санталово (Тверская область)
Санталово  — деревня в Ржевском районе Тверской области. Входит в состав сельского поселения «Хорошево».

## География
Находится в южной части Тверской области на расстоянии приблизительно 6 км по прямой на запад от вокзала станции Ржев-Балтийский.

## История
Деревня была отмечена еще на карте 1825 года. В 1859 году здесь (деревня Ржевского уезда Тверской губернии) было учтено 32 двора, в 1939—101.

## Население
Численность населения: 243 человека (1859 год), 48 (русские 98 %) в 2002 году, 23 в 2010.